# Karl von Rampacher
Karl Friedrich Wilhelm Rampacher, seit 1888 von Rampacher, (* 28. Dezember 1822 in Ludwigsburg; † 18. November 1910 in Ulm) war ein württembergischer Oberamtmann.

## Leben

### Familie
Er war der Sohn des späteren württembergischen Oberst und Kommandeurs des 7. Infanterie-Regiments Johann Christoph Friedrich von Rampacher (1789–1844) und dessen Ehefrau Henriette Luise Rosalie, geborene Finckh (1795–1877). Karl hatte drei Geschwister.
In Aldingen heiratete Rampacher Luise Christine Kemmler (1833–1902) und aus der Ehe gingen fünf Kinder hervor.    

### Karriere
Durch den Beruf seines Vaters und den damit verbundenen Dienstortwechseln besuchte Rampacher die Lyzeen und Gymnasien in Ludwigsburg, Ulm und Stuttgart. Von 1841 bis 1844 studierte er Rechts- und Regiminalwissenschaften in Tübingen. Seit 1841 war er Mitglied der Landsmannschaft Ulmia Tübingen. 1844 bestand Rampacher die erste und 1845 die zweite höhere Verwaltungsdienstprüfung. Das Referendariat leistete er beim Oberamt Ludwigsburg und bei der Regierung des Neckarkreises, 1845 wurde er dann provisorischer Aktuar und 1846 definitiver Oberamtsaktuar beim Oberamt Marbach/Neckar. 1852 ging Rampacher als Revisor zum Verwaltungsrat der Württembergischen Gebäudebrandversicherungsanstalt, in gleicher Eigenschaft war er später bei der Ministerialabteilung für den Straßen- und Wasserbau im Innenministerium, der Armenkommission und der Zentralleitung des Wohltätigkeitsvereins in Stuttgart tätig. 
1858 wurde Rampacher zum Oberamtmann von Tettnang ernannt, 1866 übernahm er das Oberamt Ravensburg. Im Dezember 1870 wurde er Nachfolger des Gustav Albert von Kolb als Oberamtmann in Ulm, gleichzeitig beförderte man ihn zum Regierungsrat. Zum 1. Juni 1888 trat Rampacher den Ruhestand, den er in Stuttgart verlebte. Im gleichen Jahr hatte ihn König Karl mit dem Ehrenkreuz des Ordens der Württembergischen Krone beliehen. Damit verbunden war die Erhebung in den persönlichen Adelsstand verbunden und er durfte sich nach der Eintragung in die Adelsmatrikel „von Rampacher“ nennen.
Er war Mitglied des Vereins für Kunst und Altertum in Ulm und Oberschwaben.

## Ehrungen
- 1864 Ritterkreuz des Sankt-Stanislaus-Ordens
- 1873 Ritterkreuz I. Klasse des Friedrichsordens
- 1883 Ritterkreuz I. Klasse des Verdienstordens vom Heiligen Michael